# NGC 4385
NGC 4385 est une galaxie spirale barrée située dans la constellation de la Vierge. NGC 4385 a été découverte par l'astronome allemand Albert Marth en 1865.

## Caractéristiques
La classe de luminosité de NGC 4385 est II et elle présente une large raie HI. Elle renferme également des régions d'hydrogène ionisé.

### Distance
Sa vitesse par rapport au fond diffus cosmologique est de 2 489 ± 25 km/s, ce qui correspond à une distance de Hubble de 36,7 ± 2,60 Mpc (∼120 millions d'al).
À ce jour, quatre mesures non basées sur le décalage vers le rouge (redshift) donnent une distance de 14,280 ± 12,814 Mpc (∼46,6 millions d'al), ce qui est à nettement à l'extérieur des valeurs de la distance de Hubble. Il s'agit d'un échantillon incohérent, car trois des quatre mesures sont inférieures à 8 Mpc et la quatrième est égale à 33,5 Mpc. Notons que c'est avec la valeur moyenne des mesures indépendantes, lorsqu'elles existent, que la base de données NASA/IPAC calcule le diamètre d'une galaxie. C'est un autre exemple d'utilisation du résultat de mesures indépendantes qui sont incohérentes et qui ne devrait pas être employé pour calculer le diamètre d'une galaxie.

### Classification
La classification sur toutes les sources consultés correspond à une galaxie lenticulaire (le chiffre 0), mais le professeur Seligman indique qu'il s'agit d'une spirale barrée ((R')SB(rs)c ?). Sur l'image obtenue des données du relevé SDSS, on voit assez clairement la présence d'au moins deux bras qui s'étendent vers l'extérieur et d'un barre centrale. D'ailleurs, les caractéristiques (classe de luminosité) indiquées sur la base de données NASA/IPAC, correspondent à ceux d'une galaxie spirale.

### Galaxie à sursaut de formation d'étoiles
NGC 4385 est une galaxie à sursaut de formation d'étoiles. Selon la base de données Simbad, NGC 446 est une galaxie à noyau actif.

### Émission de radiation ultraviolette
NGC 4385 est une galaxie dont le noyau brille dans le domaine de l'ultraviolet. Elle est inscrite dans le catalogue de Markarian sous la cote Mrk 52 (MK 52).

## Groupe de NGC 4385
NGC 4385 est le principal membre d'un trio de galaxies. Les deux autres galaxies du groupe de NGC 4385 sont UGC 7396 et MCG 0-32-4.